# Salsola ceresica
Salsola ceresica är en amarantväxtart som beskrevs av Viktor Petrovitj Botjantsev. Salsola ceresica ingår i släktet sodaörter, och familjen amarantväxter. Inga underarter finns listade i Catalogue of Life.